# Nicolas Oudot
Nicolas Oudot (vers 1565-1636) est un imprimeur français installé à Troyes qui, le premier, a édité à partir de 1602 des livrets et fascicules de littérature bon marché. Ils connurent par la suite une grande diffusion dans les milieux populaires sous le nom de « Bibliothèque bleue ».

## Biographie
Nicolas appartient à une dynastie d'imprimeur-éditeur troyens commencée avec son frère Jean I Oudot dit l'Aîné (v. 1535-1638), ouvrier-élève de Claude Garnier, imprimeur du roi à Troyes. Les deux frères épousent les deux filles de Garnier et prennent sa succession.
Nicolas Oudot eut deux épouses et trois fils, également imprimeurs. Jean l'Aîné se spécialisa dans les almanachs tandis que Nicolas développa la Bibliothèque bleue.
En 1665, le petit-fils de Nicolas s'installe à Paris et ouvre une librairie rue de la Harpe, à l'enseigne de Notre-Dame.
Les Oudot furent en concurrence avec les Garnier durant tout le XVIIIe siècle autour du marché des ouvrages de la Bibliothèque bleue qui avait pris alors un essor considérable. Mme Bollème estime la production à plus de 4 000 titres au catalogue (soit une vingtaine par an), étalée sur deux siècles.
Les Oudot cessèrent tout commerce peu avant la Révolution.

## Illustrations

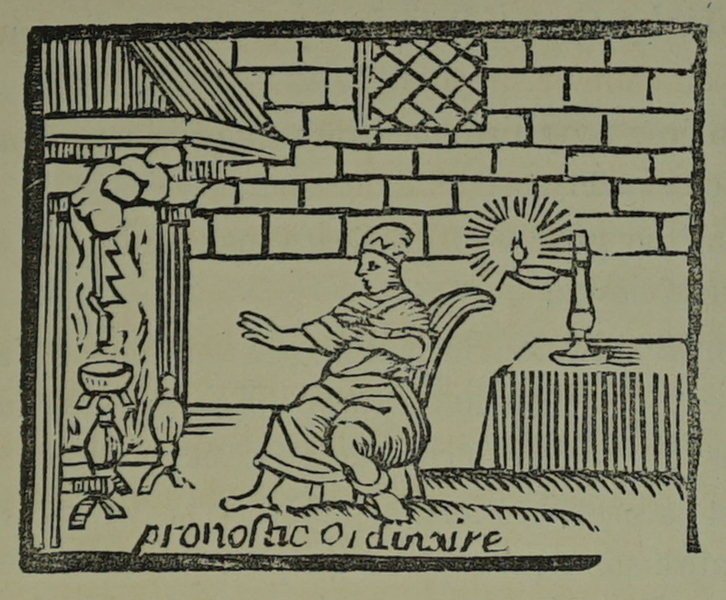
Un almanach.
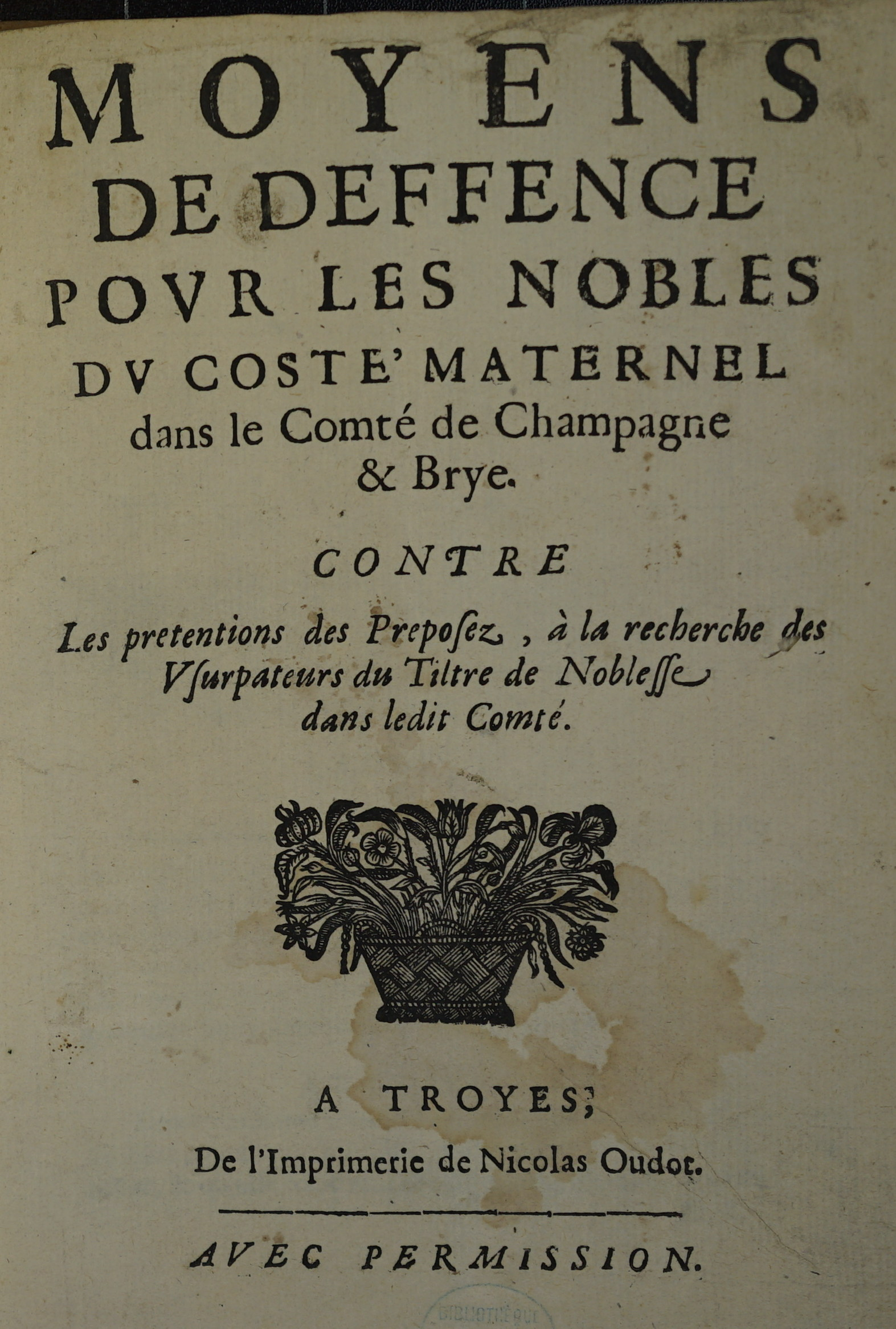
Page de grand titre d'un livre.
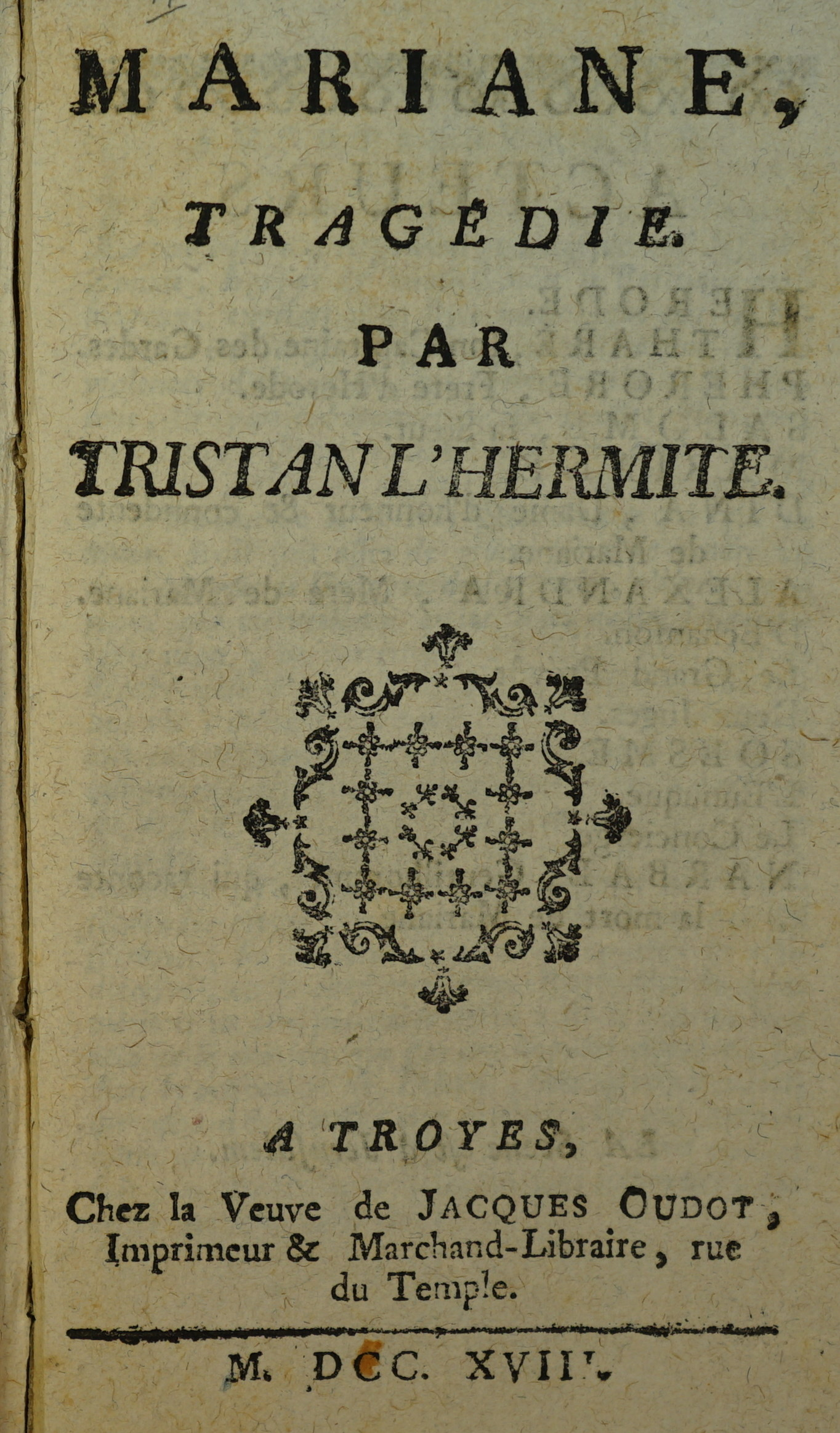
Page de grand titre de Marianne, tragédie de Tristan L'Hermite.
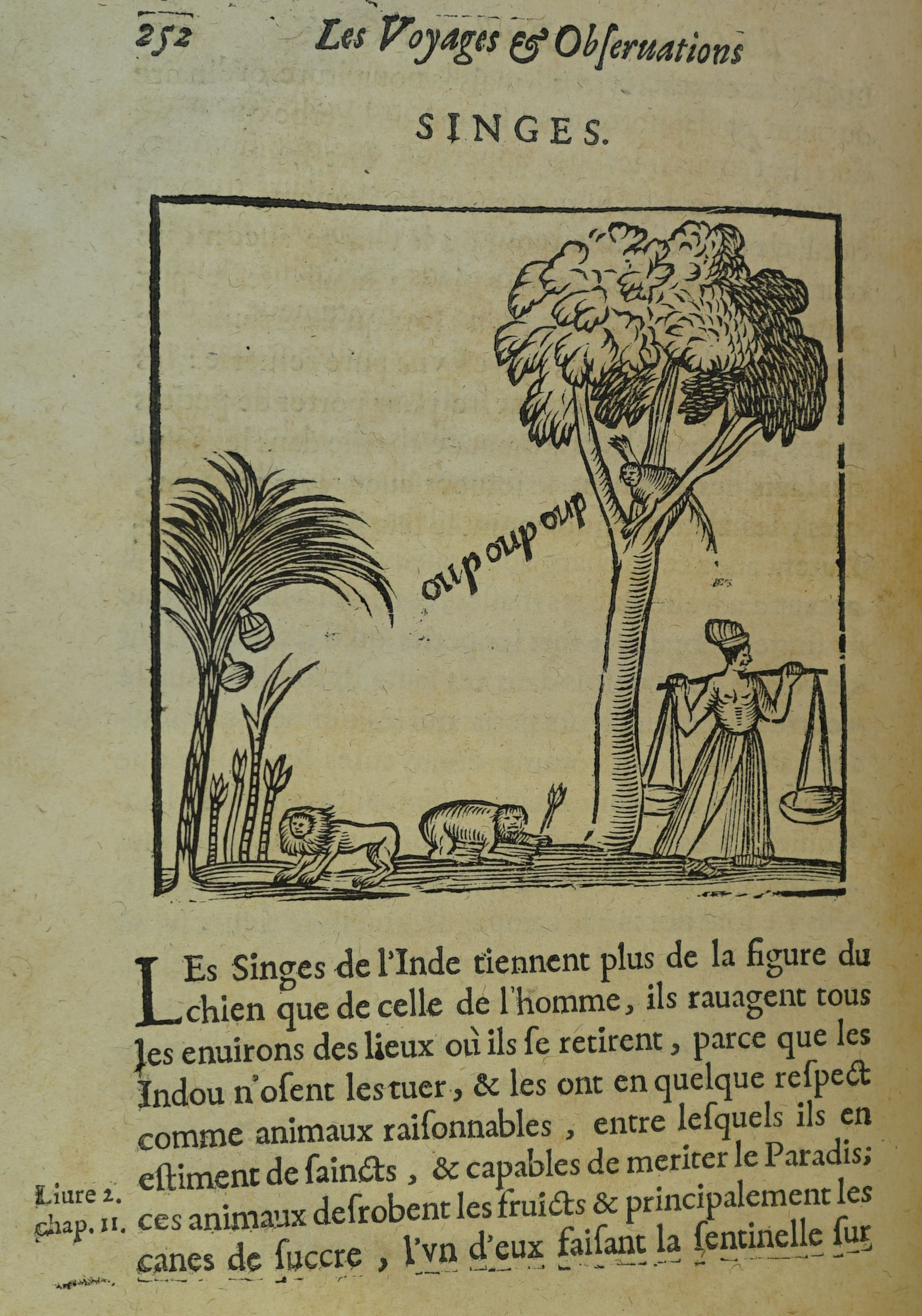
Un récit de voyage, par François de La Boullaye-Le Gouz.